# Contea di Webster (Missouri)
La contea di Webster (in inglese Webster County) è una contea dello Stato del Missouri, negli Stati Uniti. La popolazione al censimento del 2000 era di 31 045 abitanti. Il capoluogo di contea è Marshfield.